# Стельмащук Володимир
Володимир Стельмащук (Жабські, Ковальчук) — агент МГБ, капітан підпільної АК.
На початку 1948 нелегально прибув з Польщі до Західної Німеччини, створив боївку з агентів МГБ з метою вбивства Бандери. Установив його місце мешкання в лісовій хаті за 28 км від Мюнхена. Здеконспірований ОУН, поспішно зник з країни.